# Radzieje
Radzieje ((lt) : Radzijai, (de) : Rosengarten) est un village de Pologne au centre de la voïvodie de Warmie-Mazurie, powiat de Węgorzewo, gmina de Węgorzewo.

## Géographie
Le village est situé à 2 km du lac Sniardwe.

## Histoire
De 1818 à 1945, Rosengarten fait partie de l'arrondissement d'Angerburg dans le district de Gumbinnen au sein de la province de Prusse-Orientale.
De 1975 à 1998, il dépendait du département de Suwalski.

## Infrastructures
Radzieje dispose d'une école primaire et d'un collège ainsi que de 2 magasins.

## Transports
Par Radzieje passe la ligne de chemin de fer Kętrzyn – Węgorzewo, utilisée uniquement par un train touristique en date de 2009. 